# Utilitarismus
Der Utilitarismus (lateinisch utilitas, Nutzen, Vorteil) ist eine Form der zweckorientierten (teleologischen) Ethik (Nutzethik), die in verschiedenen Varianten auftritt. Auf eine klassische Grundformel reduziert besagt er, dass eine Handlung genau dann moralisch richtig ist, wenn sie den aggregierten Gesamtnutzen, d. h. die Summe des Wohlergehens aller Betroffenen, maximiert. Neben der Ethik ist der Utilitarismus auch in der Sozialphilosophie und den Wirtschaftswissenschaften von Bedeutung.
Es existieren verschiedene Formen des Utilitarismus, die abhängig von weiteren philosophischen Annahmen sind. Der hedonistische Utilitarismus etwa setzt das menschliche Wohlergehen dem Empfinden von Lust und Freude und der Abwesenheit von Schmerz und Leid gleich, während andere Formen von Utilitarismus die Erfüllung von individuellen Präferenzen fordern. Der Handlungsutilitarismus beurteilt Handlungen einzeln nach ihrer Tendenz, gute Folgen zu bewirken, während der Regelutilitarismus das Befolgen von Regeln in den Mittelpunkt stellt. Alle Formen des Utilitarismus haben aber gemein, dass sie als einziges Kriterium für moralische Beurteilungen die Folgen/Konsequenz einer Handlung betrachten; demnach ist der Utilitarismus eine konsequentialistische Ethik. Ferner handelt es sich um eine rücksichtsvolle und universalistische Moraltheorie, denn der Utilitarismus propagiert eine Vergrößerung des Gemeinwohls.
Der utilitaristische Ansatz wurde durch Jeremy Bentham (1748–1832) und James Mill (1773–1836) systematisch entwickelt und auf konkrete Fragen angewandt. Bentham erläutert den zentralen Begriff des Nutzens (utility) im ersten Kapitel seiner „Introduction to the Principles of Morals and Legislation“ (zuerst erschienen 1789) folgendermaßen:
„Mit dem Prinzip des Nutzens ist jenes Prinzip gemeint, das jede beliebige Handlung gutheißt oder missbilligt entsprechend ihrer Tendenz, das Glück derjenigen Gruppe zu vermehren oder zu vermindern, um deren Interessen es geht […] Mit ‚Nutzen‘ ist diejenige Eigenschaft an einem Objekt gemeint, wodurch es dazu neigt, Wohlergehen, Vorteil, Freude, Gutes oder Glück zu schaffen.“
Moderne utilitaristische Theorien operieren oft nicht mit dem Begriff des Nutzens, sondern dem umfassenderen Begriff menschlichen Wohlergehens. Eine der größten utilitaristischen Bewegungen der Gegenwart ist der Effektive Altruismus. In der Politik ist schon lange das utilitaristische Konzept des Wohlfahrtsstaates verbreitet. Neuere utilitaristische Konzepte sind bspw. die Gemeinwohlökonomie und das Bruttonationalglück.

## Geschichte der utilitaristischen Theorie

### Vorgängerformen
Eine erste Form des Utilitarismus findet sich bei dem chinesischen Philosophen Mozi (479–381 v. Chr.). Er begründete die Schule des Mohismus im alten China und vertrat eine utilitaristische Ethik, ungefähr 2200 Jahre bevor eine solche als begründbares Prinzip in Europa formuliert wurde. Auch der antike Hedonismus, der auf die von Aristippos von Kyrene begründete Philosophenschule der Kyrenaiker zurückgeht, kann im weitesten Sinne als Vorgänger des klassischen Utilitarismus gedeutet werden.
Die Anfänge utilitaristischen Denkens im neuzeitlichen Europa finden sich bei Thomas Hobbes (Leviathan), dessen grundlegende ethische Aussage darin besteht, dass „richtiges“ Verhalten dasjenige ist, das unser eigenes Wohlergehen fördert. Weiter: Die Berechtigung des gesellschaftlichen Moralkodex hängt davon ab, ob er das Wohlbefinden derjenigen begünstigt, die ihn befolgen. Bei Francis Hutcheson war das Kriterium für moralisch gutes Handeln, ob dadurch die Wohlfahrt der Menschheit gefördert wird. Dessen Nachfolger David Hume kam zu dem Schluss, dass Tugend und persönliches Verdienst in denjenigen unserer Eigenschaften ruhen, die für uns – und für andere – nützlich (useful) sind.

### Klassische Periode

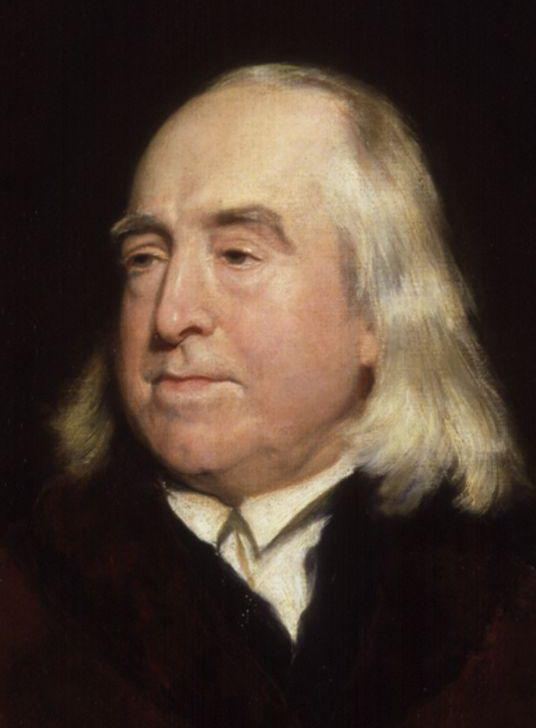
Jeremy Bentham

Jeremy Bentham vertrat als erster in Europa eine utilitaristische Ethik in Form eines ausgearbeiteten Systems. In seinem Werk An introduction to the Principles of Morals and Legislation brachte Bentham zum Ausdruck, dass es für ihn nur zwei anthropologische Grundkonstanten gebe: Das Streben nach Lust (pleasure) und das Vermeiden von Schmerz (pain). Leid und Freude bestimmten, so Bentham, über die ethischen Handlungskriterien des Menschen und die Kausalität unseres Handelns. Es sei die Natur, die den Menschen in Leid und Freude den Weg weise. Bentham sah in Leid und Freude die entscheidenden Motive menschlichen Handelns und vertrat damit einen psychologischen Hedonismus: 

„Die Natur hat die Menschheit unter die Herrschaft zweier souveräner Gebieter – Leid und Freude – gestellt. Es ist an ihnen allein aufzuzeigen, was wir tun sollen, wie auch zu bestimmen, was wir tun werden. Sowohl der Maßstab für Richtig und Falsch als auch die Kette der Ursachen und Wirkungen sind an ihrem Thron festgemacht. Sie beherrschen uns in allem, was wir tun, was wir sagen, was wir denken.“

Ein Mensch strebe, so Bentham, immer ein Objekt an, von dem er erwarte, dass es Freude bereite. Davon ausgehend formulierte Bentham das Prinzip des Nutzens, das besagt, dass all das gut ist, was „das größte Glück der größten Zahl“ hervorbringt. Bentham erkannte später, dass die gleichzeitige Maximierung zweier Größen keine eindeutige Lösung ermöglicht, weswegen er später nur noch vom „Prinzip des größten Glücks“ (Maximum Happiness Principle) sprach. Benthams Arbeiten konzentrierten sich auf die Anwendung dieses Prinzips auf die Gestaltung der sozialen Ordnung. In seinen Schriften entwickelt er weniger eine Individualethik als vielmehr eine rationale Gesetzgebungslehre.

Für Bentham war die Quantität des Glücks allein entscheidend, was er durch die drastische Formulierung „Pushpin ist von gleichem Wert […] wie Dichtung“ („Prejudice apart, the game of push-pin is of equal value with the arts and sciences of music and poetry.“) ausdrückte. Dagegen vertrat John Stuart Mill (1806–1873) in seinem Buch „Utilitarismus“ von 1863 die These, dass kulturelle, intellektuelle und spirituelle Befriedigung auch einen qualitativen Wert besitze, im Vergleich zu körperlicher Befriedigung. Ein Mensch, der beides erfahren habe, ziehe die geistige Befriedigung der körperlichen vor. Dies konstatiert Mill in seinem berühmten Ausspruch:

„Es ist besser, ein unzufriedener Mensch als ein zufriedengestelltes Schwein zu sein; besser ein unzufriedener Sokrates als ein zufriedener Narr.“

 Die kalkülmäßige Abbildung qualitativ vorzuziehender Betätigungen bleibt allerdings unklar. Außerdem scheint Mills Unterscheidung eher konventionell zu sein und auf einem bestimmten Begriff damaliger Hochkultur zu basieren.
Auch in der Schrift „Über die Freiheit“ setzte John Stuart Mill andere Akzente als der Freund und Lehrer seines Vaters, Bentham. Während in einem reinen Nutzenkalkül Freiheit keinen Wert an sich darstellen kann, misst Mill hier Freiheit und insbesondere der Meinungsfreiheit einen grundlegenden Wert bei. Um die Wahrheit zu erkennen, müssen alle relevanten Argumente geprüft werden. Dies ist jedoch unmöglich, wenn Meinungen und Argumente politisch unterdrückt werden. Die richtige Bestimmung des größten Glücks setzt also die Freiheit der Meinungsäußerung (Pressefreiheit, Freiheit der Wissenschaft etc.) voraus.
Diese freiheitliche Version des Utilitarismus findet sich auch in der politischen Philosophie Bertrand Russells (1872–1970) wieder.

### Spätere Formen
Der klassische Utilitarismus von Bentham und Mill beeinflusste viele andere Philosophen und führte zur Entwicklung eines breiteren Konzepts des Konsequentialismus. Der hedonistische Utilitarismus von Bentham und Mill wird, obwohl am bekanntesten, heute nur noch von einer Minderheit vertreten. Weiterführende und gegenüber Kritik verbesserte Varianten des Utilitarismus wurden unter anderem entwickelt von William Godwin (1756–1836), einem Zeitgenossen Benthams mit anarchistischen Tendenzen, und Henry Sidgwick (1838–1900). 
In neuerer Zeit sind zu nennen vor allem Richard Mervyn Hare (1919–2002), der die ursprüngliche Form des Zwei-Ebenen-Utilitarismus entwickelte, Richard Brandt (1910–1997), der den Begriff „Regelutilitarismus“ prägte, John Jamieson Carswell Smart und Peter Singer, der lange ein Vertreter des Präferenzutilitarismus war, seit einigen Jahren aber die klassische, hedonistisch ausgerichtete Variante des Utilitarismus vertritt. Ludwig von Mises argumentierte mit utilitaristischen Argumenten für Liberalismus. Umgekehrt vertraten einige Philosophen auf utilitaristischer Basis einen ethischen Sozialismus.
Wie die Beispiele zeigen, ist der Utilitarismus hauptsächlich im englischsprachigen Raum verbreitet. Als einer der wenigen deutschen Vertreter ist der Düsseldorfer Philosoph Dieter Birnbacher zu nennen, der auch als Übersetzer John Stuart Mills hervorgetreten ist.

## Theoretische Inhalte

### Grundprinzipien
Der Utilitarismus beruht auf einigen Kernprinzipien, die ihn von anderen normativen Theorien absetzen. Sobald man von den Kernprinzipien absieht, findet sich eine Reihe von Annahmen, die von vielen, aber nicht allen Utilitaristen geteilt werden. Insbesondere im 20. Jahrhundert haben sich eine Reihe von Teilströmungen im Utilitarismus herausgebildet, die Annahmen des klassischen Utilitarismus zurückweisen. Deswegen bevorzugen viele moderne Philosophen den Sammelbegriff „Konsequentialismus“ für ihre Auffassung.
Drei Grundprinzipien kennzeichnen den Utilitarismus:
- Wertobjektivität und -neutralität: Maßstab zur Beurteilung der Folgen ist ihr objektiver Wert, im Utilitarismus insbesondere ihr Nutzen. Hierbei kommt es nicht auf den Nutzen für beliebige Ziele, Zwecke oder Werte an – der Utilitarismus ist nicht werte-nihilistisch –, sondern vielmehr auf den Nutzen für das schlechthin Gute. Nahezu alle Utilitaristen nehmen zudem an, dass sich der Wert von Folgen unabhängig von Beobachtern und Agenten bewerten lässt: Sind verschiedene Agenten und Beobachter vollständig rational und moralisch aufgeklärt, sollten sie gleiche Folgen gleich behandeln.[4] Utilitaristen sind zudem Wertmonisten: sie glauben, dass sich alle moralisch interessanten Werte auf einen Wert, den Nutzen bzw. das Glück, reduzieren bzw. umrechnen lassen.[5]

- Eudämonismus: Das einzige Gut des Utilitarismus ist Glück oder, allgemeiner gesprochen, Wohlergehen. Dabei bestehen unterschiedliche Meinungen darüber, was genau unter Wohlergehen zu verstehen sei. Die klassischen Utilitaristen Jeremy Bentham und John Stuart Mill waren Hedonisten. Nach dem Hedonismus besteht Wohlergehen im Empfinden von Lust und Freude, und der Abwesenheit von Leid und Schmerz. Moderne Utilitaristen sind aber nicht zwangsläufig Hedonisten, und eine weite Bandbreite an Auffassungen existiert. Der Präferenzutilitarismus orientiert sich an volkswirtschaftlichen Ideen zum Nutzen, nach denen Wohlergehen als die Erfüllung von Präferenzen verstanden wird. Beide Auffassungen haben gemein, dass sie ein subjektives Verständnis von Wohlergehen haben; tatsächlich ist Utilitarismus aber auch mit einem objektiven Begriff von Wohlergehen kompatibel, nach dem Wohlergehen das Erleben von objektiv wertvollen Erfahrungen darstellt.[6]

- Universalismus: Utilitarismus ist universalistisch, da das Wohlergehen jedes Individuums in dessen Überlegungen das gleiche Gewicht besitzt. Es kommt nicht nur auf das Glück der handelnden Person allein an, auch nicht auf das Glück einer Gruppe, Gesellschaft oder Kultur, sondern auf das Glück aller von einer Handlung Betroffenen. Damit ist der Utilitarismus keine egoistische, sondern vielmehr eine rücksichtsvolle Ethik: Das kollektive Wohl ist dem Individualwohl übergeordnet. Der Universalismus widerspricht intuitiven Urteilen, nach denen beispielsweise das Leben nahestehender Personen wichtiger als das Leben Fremder ist. Utilitarismus ist auch insofern universalistisch, als seine Ethik für alle Individuen gleichermaßen gilt. Hypothetisch, allerdings nicht unbedingt praktisch, gibt es hier keine Vorstellungen bestimmter Verantwortlichkeiten.

Wenn diese drei Grundprinzipien zusammengenommen werden, ergibt sich die utilitaristische Grundformel: Eine Handlung ist moralisch richtig insoweit ihre Folgen für das Wohlergehen aller von der Handlung Betroffenen optimal sind.

### Generelle Merkmale
Neben den genannten drei Grundprinzipien gibt es eine Reihe von Merkmalen, die nahezu alle Utilitaristen teilen, aber von einigen wenigen Utilitaristen abgelehnt werden. Diese Merkmale sind also nicht zwangsmäßige Eigenschaften einer utilitaristischen Ethik, auch wenn sie oft als solche dargestellt werden.
- Konsequentialismus: Im Utilitarismus als teleologische Ethik ergibt sich die Richtigkeit einer Handlung grundsätzlich nicht aus ihr selbst oder ihren Eigenschaften, sondern aus ihren Folgen. Um eine Handlung moralisch zu bewerten, muss man die Konsequenzen der Handlung ermitteln und bewerten. Die Richtigkeit einer Handlung ergibt sich dann aus dem Wert ihrer Folgen. Andere Fragen, etwa ob eine Handlung aus gutem Willen erfolgt oder nicht, sind hierbei von untergeordnetem oder gar keinem Interesse. Das Konsequenzprinzip impliziert gleichzeitig eine empiristische Vorgehensweise.
- Maximierung. Alle klassischen Utilitaristen, und nahezu alle modernen Utilitaristen, nehmen an, dass eine Handlung richtig ist genau wenn sie das Wohlergehen maximiert. Diese Annahme führt aber zu einigen kontraintuitiven Ergebnissen. Viele alltägliche Handlungen – etwa das Kino zu besuchen – maximieren nicht das Wohlergehen anderer und müssten also nach der utilitaristischen Grundformel als moralisch falsch beurteilt werden. Einige Utilitaristen haben deshalb die Position so modifiziert, dass eine Handlung richtig ist, wenn sie zu hinreichend guten, anstatt maximal guten, Ergebnissen führt.[7]
- Aggregation. Eine andere Annahme, die von modernen Utilitaristen zunehmend zurückgewiesen wird, ist, dass die Verteilung von Nutzen zwischen Individuen nicht zählt. Im klassischen Utilitarismus wird Nutzen schlicht aggregiert, sodass zwischen einer Verteilung, in der einem bestimmten Individuum 100 Nutzen zukommen und 99 Individuen keiner, und einer Verteilung, in der einhundert Individuen jeweils einen „Nutzenpunkt“ wahrnehmen, nicht unterschieden wird. Einige Utilitaristen weisen diese Annahme jedoch zurück. Nach dem moralischen Prioritarismus hat der Grenznutzen, der wohlsituierten Individuen zukommt, einen geringeren moralischen Wert als der Grenznutzen schlechter situierter Individuen.[8] (Diese Position ist nicht mit der Annahme des abnehmenden Grenznutzens zu verwechseln.) Eine solche Position weist die Annahme schlichter Aggregation zurück.
- Handlungsfokus. Die meisten utilitaristischen Ethiken fokussieren auf die Richtigkeit von individuellen Handlungen, aber andere Alternativen sind möglich. Die bekannteste Alternative, manchmal Mill zugeschrieben,[9] ist der sogenannte Regelutilitarismus, nach dem eine Handlung richtig ist, wenn sie einer Regel entspricht, deren allgemeine Befolgung den Nutzen maximiert.[10] In neuerer Forschung wird angezweifelt, ob Utilitaristen sich überhaupt für einen „fokalen Punkt“ entscheiden sollten – Utilitaristen sollten die Handlungen, Regeln, Charakterformen usw. bevorzugen, die jeweils den Nutzen maximieren. Diese „fokuslose“ Position wird meist als globaler Utilitarismus bezeichnet.[11]

- Binäre Handlungsevaluation. Standardformen des Utilitarismus geben an, wann eine Handlung – oder Regel usw. – richtig ist. Diese Formen von Utilitarismus akzeptieren also das klassische Beurteilungssystem der normativen Ethik, nach der Handlungen in „richtig“ und „falsch“, bzw. „erlaubt“ und „unerlaubt“, eingeteilt werden. Sogenannter skalarer Utilitarismus weist diese Annahme hingegen zurück.[12]

## Formen und Richtungen
Utilitaristische Theoretiker haben sich von den Entwürfen von Bentham und Mill entfernt, die heute als klassisch angesehen werden. Indem sie an den zahlreichen Grundannahmen des klassischen Utilitarismus Variationen vornahmen, sind zahlreiche verschiedene Richtungen entstanden. Um sich von den häufig kritisierten Grundformen zu distanzieren, bezeichnen sich einige heute als Konsequentialisten.

### Handlungsutilitarismus und Regelutilitarismus
Eine verbreitete Unterscheidung zwischen verschiedenen Formen des Utilitarismus ist die zwischen Akt- oder Handlungsutilitarismus einerseits und Regelutilitarismus andererseits.
Beim Handlungsutilitarismus (englisch act-utilitarianism) wird das utilitaristische „Prinzip des größten Nutzens“ auf die einzelne Handlung bezogen. Dazu werden für die zur Auswahl stehenden Handlungsalternativen die jeweiligen Konsequenzen ermittelt und – unter Berücksichtigung der Wahrscheinlichkeit ihres Eintretens – bewertet.
Im Unterschied dazu bezieht der Regelutilitarismus das utilitaristische Kriterium auf Handlungsregeln wie beispielsweise „Versprechen soll man halten“. Dazu wird ein zweistufiges Verfahren angestrengt. In einem ersten Schritt wird gefragt, welche Konsequenzen die Befolgung der zur Auswahl stehenden Handlungsregeln jeweils hätte und wie diese Konsequenzen zu bewerten sind. Zu wählen ist dann diejenige Regel, die den größten allgemeinen Nutzen mit sich bringt. In einem zweiten Schritt werden danach die einzelnen Handlungen aufgrund der beschlossenen Regeln bewertet; eine Anwendung des utilitaristischen Prinzips auf jede einzelne Handlung findet jedoch nicht statt.

### Arten des Nutzens
Man kann utilitaristische Richtungen danach differenzieren, welche Vorstellung von Nutzen und Glück ihnen zugrunde liegt. Der klassische Utilitarismus von Bentham und Mill wird als hedonistisch betrachtet, da hier das Gute als das von den Menschen angestrebte Glück definiert ist.
Im Unterschied dazu ist für den Präferenzutilitarismus das Gute die Erfüllung der Präferenzen von Personen. Jenes sei zu maximieren. In dieser Hinsicht können die Konsequenzen auch andere Dinge als pure Lustbefriedigung, wie beispielsweise den Ruf oder Bildung, enthalten. Er wurde vor allem von Peter Singer bevorzugt, welcher von Richard Mervyn Hare beeinflusst wurde.
Inzwischen gibt es verschiedene Versuche, den Utilitarismus unabhängig von der These des psychologischen Hedonismus zu begründen. Ein Beispiel ist die Ethik von Richard Mervyn Hare, der einen Utilitarismus auf sprachanalytischer Grundlage entwirft. Das hedonistische Element lässt sich ohne größere Probleme aus dem Utilitarismus herauslösen und durch einen entscheidungstheoretischen Nutzenbegriff ersetzen. Bereits bei Bentham und Mill deutet sich eine breitere, nicht-hedonistische Interpretation des Nutzenbegriffs an, wenn statt der Begriffe „Glück“ (happiness) oder „Lust“ (pleasure) andere, nicht-hedonistische Begriffe Verwendung finden wie „Vorteil“ (advantage), „Gewinn“ (benefit) oder „Gutes“ (good).

### Negativer Utilitarismus
Die meisten Utilitaristen beschäftigen sich mit der Maximierung der Menge an Glück für die Individuen. Negativer Utilitarismus legt umgekehrt den Fokus darauf, das Leid der Individuen zu minimieren. Glück wird kein Wert beigemessen, oder es wird zumindest ein Vorrang der Leidensminimierung vor der Glücksmaximierung gesehen. In der praktischen Umsetzung dieser Idee kann man folgende Varianten unterscheiden:
1. Einige Philosophen argumentieren, dass das Ziel des negativen Utilitarismus die schnellste und schmerzloseste Auslöschung des gesamten empfindungsfähigen Seins wäre, da dies ultimativ das Leid minimieren würde.[14]
2. Der negative Präferenz-Utilitarismus vermeidet das Problem des Tötens aus moralischen Gründen, aber erfordert immer noch eine Rechtfertigung für die Schaffung neuen Lebens.[15]
3. Schließlich gibt es Theoretiker, welche den negativen Utilitarismus als eine Variante des klassischen Utilitarismus betrachten, welche der Vermeidung von Leiden mehr Gewicht einräumt als der Förderung von Glück.[16] Das moralische Gewicht der Leidensminderung kann erhöht werden durch eine entsprechende Metrik, so dass die gleiche Wirkung erzielt wird wie im Prioritarianismus.[17]

Optimistische und gewaltlose Anhänger des negativen Utilitarismus sind im Umfeld des bioethischen Abolitionismus und des Paradise Engineerings beschrieben worden; pessimistische Anhänger im Umfeld des Buddhismus.

### Andere Spezies
Da die Grundlage des Utilitarismus letztlich die Empfindungsfähigkeit ist, haben schon von Anfang an viele Utilitaristen nichtmenschliche Lebewesen in die moralische Berücksichtigung mit eingeschlossen. Jeremy Bentham schrieb in The Principles of Morals and Legislation die folgenden in der Tierrechtsliteratur viel zitierten Worte:
„Der Tag mag kommen, an dem der Rest der belebten Schöpfung jene Rechte erwerben wird, die ihm nur von der Hand der Tyrannei vorenthalten werden konnten. Die Franzosen haben bereits entdeckt, dass die Schwärze der Haut kein Grund ist, ein menschliches Wesen hilflos der Laune eines Peinigers auszuliefern. Vielleicht wird eines Tages erkannt werden, dass die Anzahl der Beine, die Behaarung der Haut oder die Endung des Kreuzbeins ebenso wenig Gründe dafür sind, ein empfindendes Wesen diesem Schicksal zu überlassen. Was sonst sollte die unüberschreitbare Linie ausmachen? Ist es die Fähigkeit des Verstandes oder vielleicht die Fähigkeit der Rede? Ein voll ausgewachsenes Pferd aber oder ein Hund ist unvergleichlich verständiger und mitteilsamer als ein einen Tag oder eine Woche alter Säugling oder sogar als ein Säugling von einem Monat. Doch selbst wenn es anders wäre, was würde das ausmachen? Die Frage ist nicht: können sie verständig denken? oder: können sie sprechen? sondern: können sie leiden?“
Gegenwärtig beschäftigt sich der bekannte (Präferenz-)Utilitarist Peter Singer ausgiebig mit diesem Themengebiet. Er gilt auch als Vater der modernen Debatte über Tierrechte.

### Auseinandersetzung mit anderen Ethiken
Neben der Ablehnung einiger ethischer Systeme haben Utilitaristen auch versucht, ihre Ethik explizit mit anderen zu verbinden.
Um die aufgedeckten Mängel an beiden Systemen zu überwinden, wurde versucht, den Utilitarismus mit Kants Kategorischem Imperativ zu verbinden. Beispielsweise stellt James Cornman die normative These auf, dass in jeder gegebenen Situation so wenige Individuen wie möglich als Mittel gebraucht und so viele Individuen wie möglich als Zweck behandelt werden sollten, die er als „utilitaristisches Kantisches Prinzip“ bezeichnet.
Andere Konsequentialisten betrachten Glück als ein wichtiges Gut, räumen aber auch anderen Gütern wie Gerechtigkeit oder Gleichheit einen gewissen Wert ein, was den Utilitarismus kompatibler mit allgemeinen Moralvorstellungen macht.
Die Ethik John Rawls unterscheidet sich bezüglich des Utilitarismus darin, dass in Rawls’ Ethik das Glück der unglücklichsten Person maximiert werden sollte, während im Utilitarismus das durchschnittliche Glück maximiert werden soll. Oder anders ausgedrückt: In Rawls’ Ethik wird das maximale Leid minimiert, während im Utilitarismus das durchschnittliche Leid minimiert wird.

## Utilitaristisches Nutzenkalkül
Ein Grundprinzip des Utilitarismus ist unter dem Namen Nutzenkalkül – bei Bentham auch als Hedonistischer Kalkulus – bekannt. Es ist sehr charakteristisch für utilitaristische Überlegungen und Werturteile und ist auch Hauptanstoßpunkt vieler Kritik und intuitiver Abneigung.

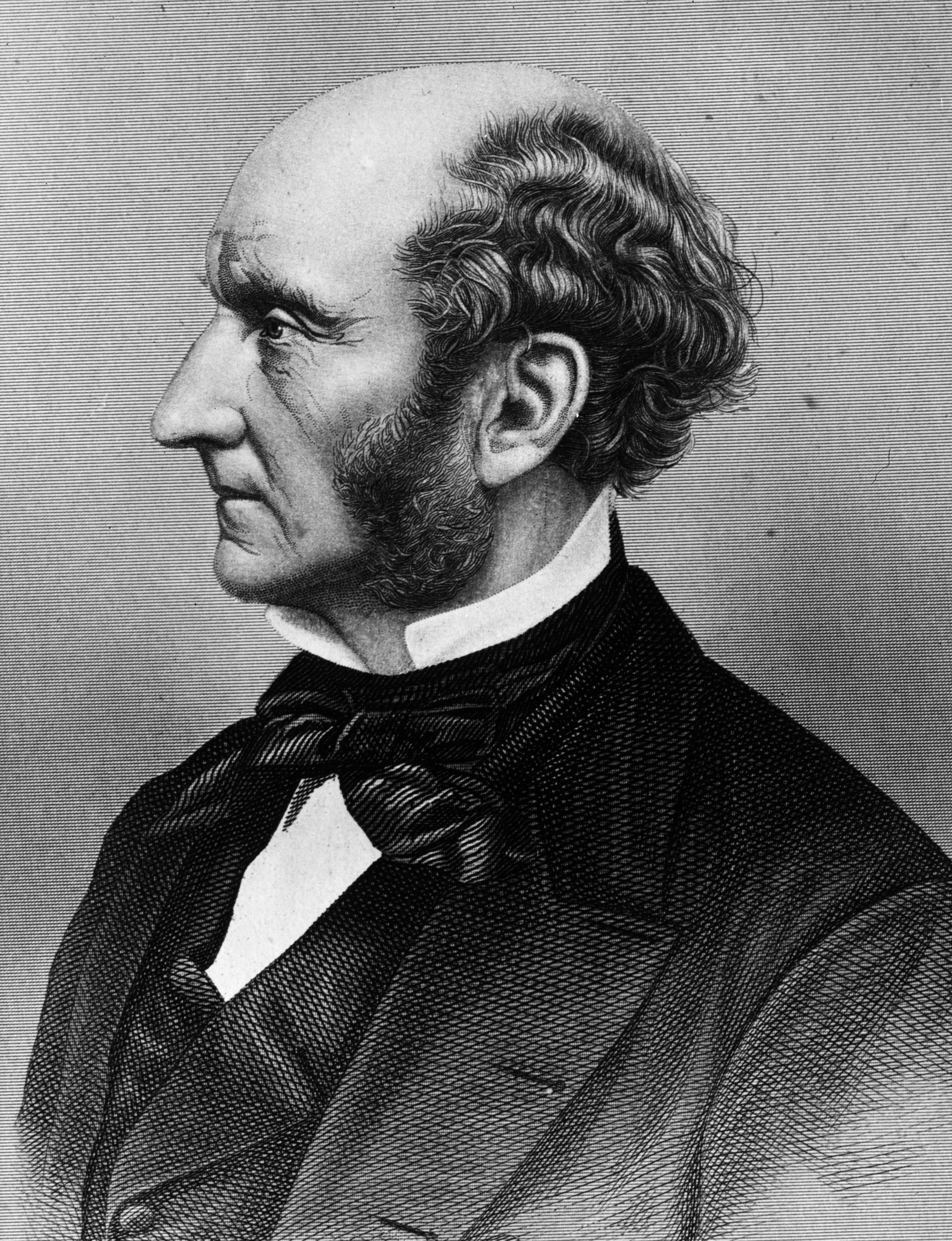
John Stuart Mill

Wenn ein Individuum vor mehreren Handlungsalternativen stehe, so solle es gemäß dem Utilitarismus die Handlung wählen, welche in ihrer Konsequenz aller Wahrscheinlichkeit nach das größtmögliche Glück trägt. Dazu habe es alle Einzelkonsequenzen und ihre Auswirkungen auf das Glück und Leid der Einzelnen in Betracht zu ziehen. Letztlich müsse man alles durch das mögliche Praktizieren einer Handlungsalternative entstehende Glück und Leid bei den Einzelnen zu einer Gesamtsumme errechnen, wodurch man erkennen könne, inwiefern eine Handlung allgemein das Glück mehrt oder Leid erzeugt.
Als Kriterien bei der Kalkulation des Gesamtnutzens einer Handlung führt Bentham ursprünglich unter anderem die Dauer, Intensität und Wahrscheinlichkeit eines Glücks oder Leids auf.
Bentham umschrieb als erster solch ein Verfahren. Obgleich eine detailliertere und konkretere Ausarbeitung nicht existiert, wird das Nutzenkalkül als prinzipiell brauchbare Leitlinie von Utilitaristen anerkannt.
Man kann das utilitaristische Nutzenkalkül am besten verstehen, wenn man es mit dem Klugen Entscheidungsverhalten eines Einzelnen vergleicht.
Angenommen, ein Student steht vor der Entscheidung zwischen den Alternativen „Wie bisher weiter studieren“, „Das Studienfach wechseln“ und „Das Studium ganz aufgeben“. Wenn er die beste dieser drei Alternativen herausfinden will, dann überlegt er, welche Folgen mit den zur Wahl stehenden Handlungsalternativen jeweils verbunden sind und welche Vor- und Nachteile dies für ihn selbst mit sich bringt.
Die nötigen Überlegungen kann er dadurch übersichtlich gestalten, dass er die Konsequenzen unter bestimmten Gesichtspunkten zusammenfasst wie beispielsweise „finanzielle Auswirkungen“, „Auswirkungen auf die persönlichen Beziehungen“, „Auswirkungen auf die Wahrscheinlichkeit einer erfolgreichen Abschlussprüfung“ etc. Diese Gesichtspunkte kann er entsprechend ihrer unterschiedlichen Bedeutung für sich gewichten.
Dabei wird er klugerweise nicht nur berücksichtigen, ob eine Konsequenz für ihn eher vorteilhaft oder eher nachteilig ist, sondern er wird auch versuchen, die vergleichsweise Größe der Vor- und Nachteile abzuschätzen und in die Entscheidung einzubringen.
Zu einer Entscheidung gelangt er, indem er die Vor- und Nachteile, die mit den Alternativen verbunden sind, gegeneinander abwägt und zu einem einzigen Wert zusammenfasst. Dann wählt er diejenige Alternative, die für ihn den größten positiven Wert aufweist.
Das, was hier als „Vorteil“ oder „Nachteil“ bezeichnet wird, wird von Entscheidungstheoretikern als „Nutzen“ (englisch utility) bezeichnet. Dieser Begriff ist nicht gerade glücklich gewählt, eher wäre der Begriff „Wert“ hier angemessen. Aber der Begriff „Wert“ (englisch value) war in der ökonomischen Theorie bereits für die Bezeichnung des durchschnittlichen Preises eines Gutes vergeben.
„Nutzen“ im dargestellten Sinne ist nun kein psychologisches Objekt, das man empirisch messen könnte, wie die Utilitaristen des 18. und 19. Jahrhunderts noch meinten. Es handelt sich lediglich um eine Terminologie, mit der man – beispielsweise durch eine Nutzenfunktion – sehr differenziert und präzise beschreiben kann, was ein Subjekt will.
Der Unterschied zwischen der eben skizzierten rationalen (Nutzen maximierenden) Entscheidung eines einzelnen Subjekts und der utilitaristischen Kalkulation des größten Nutzens besteht allein darin, dass nicht nur die Vor- und Nachteile des einen Subjektes berücksichtigt werden müssen, sondern die Vor- und Nachteile aller Subjekte, die durch die Entscheidung betroffen werden. Das utilitaristische Nutzenkalkül ist also gewissermaßen die Bestimmung der für die Gesamtheit besten Alternative unter der Bedingung, dass den Wertungen aller Individuen gleiches Gewicht zukommt.

### Interpersoneller Nutzenvergleich
Zur Durchführung des utilitaristischen Nutzenkalküls ist es in den allermeisten Fällen erforderlich, das Glück bzw. den Vorteil der einen Person gegen das Leid bzw. den Nachteil einer anderen Person abzuwägen. Die Nutzengrößen der einzelnen Personen müssen dazu interpersonal vergleichbar gemessen oder zumindest geschätzt werden. Ob und wie dies möglich ist, bleibt umstritten.
Die frühen Utilitaristen waren der Ansicht, dass das Glück der Individuen eine psychische Größe sei, die man empirisch messen könne. Benthams Bemühungen gingen in Richtung einer derartigen „moral science“. Dieser Weg erwies sich aber empirisch nicht als gangbar, da kein „wissenschaftsförmiger“ Maßstab für den interpersonalen Glücksvergleich gefunden werden konnte. In den Wirtschaftswissenschaften wurde die Idee der interpersonalen Nutzenmessung in der Folge fallen gelassen. Die Wirtschaftstheorie kam ebenso mit rein subjektiven Präferenzordnungen aus, das heißt mit der Beobachtung von freiwilligen Tauschbeziehungen zwischen Güterbündeln. Übrig blieb die Wohlfahrtsökonomie (englisch welfare economics), die sich jedoch nicht an einem psychologisch verstandenen „Wohlfühlen“ orientiert, sondern an (Tausch-)Kriterien. Zentral ist hier die Pareto-Optimalität. Dieses Kriterium klammert intersubjektive Vergleiche von Vor- und Nachteilen aus.
Kritiker verweisen darauf, dass das Glück verschiedener Individuen inkommensurabel sei, und dass daher das Nutzenkalkül nicht nur praktisch, sondern auch theoretisch unmöglich sei.
Dem wird entgegengehalten, dass im Alltag bei Entscheidungen ständig die Vor- und Nachteile für verschiedene Personen größenmäßig miteinander verglichen werden. Begriffe wie Rücksichtnahme, Opfer, Zumutbarkeit oder Benachteiligung erfordern den Bezug auf das vergleichbare Wohlergehen verschiedener Personen.
Triage scheint ein Beispiel für eine reale (Not-)Situation zu sein, wo der Utilitarismus konsequent angewendet wird.
Dem Argument, das Nutzenkalkül sei rein praktisch nicht durchführbar, wird entgegengehalten, dass man beispielsweise die vergleichbare Größe der Summe der Individualnutzen einer Theatervorstellung für verschiedene Personen abschätzen könne, indem man prüft, wie viel Zeit, Geld oder Arbeit der Einzelne für den Theaterbesuch zu opfern bereit ist. Damit können Aussagen über den Nutzen der Weiterentwicklung der Kultur durch diese Vorstellung, über Alternativkosten für entfallene Nutzen durch andere Aktivitäten der Besucher usw. gemacht werden.
Außerdem könne man fremdes Leid und fremdes Glück grundsätzlich dadurch ermessen, dass man sich gedanklich in die Lage des anderen Individuums hineinversetzt. Diesem Prozess werden freilich dadurch erhebliche Schranken auferlegt, dass niemand erahnen kann, welche kognitiven Prozesse das andere Individuum zur Verfügung hat und wie die Struktur und mittelfristige zeitliche Entwicklung seiner Leidens- und Glücksstruktur verläuft. Jede Exploration bedeute ja bereits Beeinflussung.

## Kritik am Utilitarismus
Seit seiner Formulierung durch Bentham und Mill war der Utilitarismus zahlreichen Kritikpunkten ausgesetzt. So wehrte Mill sich schon in „Utilitarianism“ gegen den Vorwurf, der Utilitarismus sei eine Doktrin „only worthy of a swine“ („nur eines Schweines würdig“), da sie auf einem Lustbegriff basiere.

### Missverständlicher Gebrauch des Wortes „Nutzen“
Bereits John Stuart Mill sah ein, dass der Ausdruck „Utilitarismus“ und seine Ableitung von dem englischen Begriff „utility“ leicht den Eindruck erwecken könnte, der Utilitarismus sei an sich kaltherzig und materialistisch. Um derartige Missverständnisse zu vermeiden, wird heute zumeist von „Glück“ oder „individuellem Wohl“ gesprochen.

### Utilitarismus und allgemeines Moralverständnis
Vom Standpunkt des Utilitarismus ist Glück das höchste und alleinige Gut. Andere ethische Güter wie beispielsweise Gleichheit, Gerechtigkeit, Freiheit oder Tugendhaftigkeit und intuitive Moralvorstellungen haben aus utilitaristischer Sicht keinen Wert an sich. Dadurch kann es jedoch zu Situationen kommen, in denen eine utilitaristische Ethik zu einer Handlung rät, welche andere Ethiken als absolut unmoralisch bewerten würden. Die meisten Zurückweisungen des Utilitarismus fußen auf diesem Konflikt. Beispielsweise könnte man für die Folterung oder Tötung eines Individuums argumentieren, wenn sich dadurch Leben retten ließen.
Utilitaristen reagieren unterschiedlich auf solche Vorwürfe. Einige vertreten, dass in solchen Situationen nur die Glücksmaximierung zähle und andere moralische Urteile abzulehnen seien. Andere wiederum verweisen darauf, dass in einer gedachten Dilemmasituation der Utilitarismus nur oberflächlich zu einer falsch erscheinenden Entscheidung raten würde, während sich beim Bedenken aller direkten und indirekten Konsequenzen ein anderes Bild ergeben würde. So müsse man hierbei auch langfristige Konsequenzen, etwa den Verlust des Vertrauens in staatlich gewährleistete Grundrechte, bedenken. Utilitaristen wie Smart betonen hierbei, dass viele intuitive oder tradierte Moralvorstellungen in der Tat utilitaristisch brauchbar seien, da ihre Befolgung im Allgemeinen und auf lange Sicht zu einer Nutzenmaximierung führt. Smart verwendete dabei den Begriff „Faustregel“.

### Menschenwürde
Ein weiterer Kritikpunkt ist, dass der Utilitarismus die Würde des Menschen zwar anerkennt, in der Praxis seine Grundsätze jedoch der Menschenwürde widersprechen können. Anhand eines Beispiels lässt sich dies erklären: Angenommen, eine Verkäuferin lässt eine alte, sehbehinderte Frau sehr lange nach Kleingeld suchen, während sich hinter ihr eine lange Schlange bildet. Nach dem Utilitarismus, der ja das Allgemeinwohl als höchstes Ziel vorsieht, sollte die Verkäuferin der alten Frau einen Rabatt in Höhe der schwer zu findenden Münzen gewähren, denn dann könnte sie die anderen Kunden schneller bedienen. Dann könnte aber jeder das Verhalten der alten Frau nachahmen und sich so einen ungerechtfertigten Vorteil verschaffen. Die Schlussfolgerung, dass die Kassiererin die alte Frau ans Ende der Schlange verweisen sollte, verdeutlicht, dass die Grundsätze des Utilitarismus leicht Kritik hervorrufen können.
Allerdings kann man bei einer utilitaristischen Betrachtung des obigen Beispiels auch zu einem anderen Ergebnis kommen. Das Allgemeinwohl setzt sich aus dem Wohl aller Einzelnen zusammen. Dies bedeutet jedoch nicht, dass das Interesse einer einzelnen Person in bestimmten Fällen nicht schwerer wiegen kann als die entgegenstehenden Interessen mehrerer anderer Personen.
So wird – ganz im Einklang mit utilitaristischen Argumenten – in Deutschland dem Notarztwagen im Interesse einer einzigen lebensgefährlich verletzten Person ein Vorrecht eingeräumt, obwohl Hunderte von Autofahrern deshalb anhalten müssen und Zeit verlieren.
Dies gilt auch für das Beispiel mit der sehbehinderten Frau: Das Interesse einer Behinderten an einer selbstständigen Lebensführung kann vergleichsweise schwerer wiegen als das Interesse mehrerer Supermarktkunden an einer zügigen Abfertigung.
Ein im Zusammenhang mit Utilitarismus ebenfalls häufig diskutiertes Gedankenexperiment handelt von einem voll besetzten Passagierflugzeug, welches entführt wurde und als Waffe gegen ein Ziel gesteuert werden soll, dessen Zerstörung, zusätzlich zu den toten und verletzten Passagieren, zahlreiche weitere Menschenleben gefährden würde, beispielsweise ein volles Hochhaus oder Atomkraftwerk. Streng utilitaristisch argumentiert wäre ein größerer Gesamtnutzen durch einen Abschuss des Flugzeuges erreicht.
Diese Handlungsmaxime ging in Deutschland ursprünglich auch in das Luftsicherheitsgesetz von 2005 ein.
Mit dem Argument der Menschenwürde erklärte dagegen das Bundesverfassungsgericht in einem Urteil von 2006 den § 14 Abs. 3 LuftSiG mit folgender Begründung für verfassungswidrig und nichtig:
Die Ermächtigung der Streitkräfte, gemäß § 14 Abs. 3 des Luftsicherheitsgesetzes durch unmittelbare Einwirkung mit Waffengewalt ein Luftfahrzeug abzuschießen, das gegen das Leben von Menschen eingesetzt werden soll, ist mit dem Recht auf Leben nach Art. 2 Abs. 2 Satz 1 GG in Verbindung mit der Menschenwürdegarantie des Art. 1 Abs. 1 GG nicht vereinbar, soweit davon tatunbeteiligte Menschen an Bord des Luftfahrzeugs betroffen werden.
In der Urteilsbegründung hieß es mit Bezugnahme auf die Beschwerdeführer auch:
Der Staat dürfe eine Mehrheit seiner Bürger nicht dadurch schützen, dass er eine Minderheit – hier die Besatzung und die Passagiere eines Flugzeugs – vorsätzlich töte. Eine Abwägung Leben gegen Leben nach dem Maßstab, wie viele Menschen möglicherweise auf der einen und wie viele auf der anderen Seite betroffen seien, sei unzulässig. Der Staat dürfe Menschen nicht deswegen töten, weil es weniger seien, als er durch ihre Tötung zu retten hoffe.

### Fragen der Begründung
Am Utilitarismus wird kritisiert, dass er durch seine Logik und Wissenschaft noch kein richtiges ethisches System beweist.
Die These, dass Individuen verpflichtet sind, das größte Glück der größten Zahl, bzw. die bestmögliche Welt anzustreben, wird von Utilitaristen willkürlich postuliert. Rein logisch betrachtet gibt es keinen Grund, warum man nicht auch das größte Unglück der größten Zahl oder die schlechtestmögliche Welt anstreben sollte.
Frühe Utilitaristen leiteten die Maximum-Happiness-Maxime aus einem psychologischen Hedonismus ab. Aber selbst wenn man die These des psychologischen Hedonismus als richtig annimmt, so folgt daraus keineswegs, dass Glück das allein Wünschenswerte ist. Viele Menschen (z. B. Sadisten) arbeiten de facto aktiv am Unglück von Mitmenschen; davon kann man aber nicht ableiten, dass man das Unglück von irgendwem oder möglichst vielen Leuten anstreben solle. Etwas, das real gewünscht wird, muss deswegen noch nicht wünschenswert im normativen bzw. moralischen Sinne sein. Dies wäre sowohl ein naturalistischer Fehlschluss wie auch ein Verstoß gegen Humes Gesetz.
Zudem ist Mills Annahme der Konkurrenzlosigkeit beim zweiten Beweisschritt fragwürdig. Diese Annahme ist allerdings die Voraussetzung dafür, dass der Schluss vom Individuum auf die Gemeinschaft schlüssig ist.
Mill argumentierte, dass das Begründungsproblem für alle Ethiken bestehe, was aber eher ein Argument für den Amoralismus sei. Insofern Utilitaristen eine Letztbegründung der Moral mit dem Problem des infiniten Regresses verweigern, erklären sie gemäß der Lehre vom Münchhausen-Trilemma, dass sie ihr Moralprinzip axiomatisch setzen.
Einige Utilitaristen wie beispielsweise Georg Meggle geben gar keine Begründung mehr, sondern gehen einfach von der empirischen These aus, dass Menschen unter anderem die Präferenz haben, die Welt zu verbessern. Moral ist dabei nur ein willkürlich gewählter, letztlich unverbindlicher Endzweck, den einige eben verfolgen, andere aber nicht.
Einige Utilitaristen argumentieren als Antwort auf die Kritik, dass jedes politische Argument für eine bestimmte Gesellschaftsform zumindest implizit ein utilitaristisches Prinzip verwendet, wenn es behauptet, eine bestimmte Gesellschaft sei für die Menschen am nützlichsten. Dabei wird aber beispielsweise das Problem des Trittbrettfahrens außer Acht gelassen und somit keine Verbindlichkeit der obersten utilitaristischen Maxime für Individuen begründet.

### Inkohärenz zum psychologischen Egoismus
Der psychologische Egoismus besagt, dass jedes Individuum nur sein eigenes Glück anstrebt und anstreben kann.
Einige Utilitaristen gehen aber von einem psychologischen Egoismus aus. Einige Kritiker (z. B. Amoralisten und Ethische Egoisten) wiesen darauf hin, dass viele Utilitaristen fälschlicherweise die Übertragung des Glücksstrebens vom Individuum auf die Gesellschaft übergehen würden, indem sie die Vorstellung des individuellen Drangs der eigenen Nutzenmaximierung intuitiv auf die gesamte Gesellschaft übertrügen, obwohl dazu kein Grund bestünde.
Eine mögliche Begründung für diese Übertragung findet sich in einer philosophischen Kritik der Natur des Individuums als fundamentale Existenzeinheit (z. B. Ernst Mach: „Das Ich ist unrettbar“). Unter einer solchen Kritik kann die Intuition von Menschen, individuelle Träger einer kohärenten, abgrenzbaren, atomaren und zeitstabilen Innenwelt zu sein, als perspektivische Illusion abgelehnt werden. Akzeptiert man diese philosophische Prämisse, so beruht der psychologische Egoismus auf einer evolutionspsychologisch erklärbaren Fehlannahme, und deren Überwindung begründet die Übertragung egoistischer Prinzipien zu utilitaristischen.

### Kritik des Wertmonismus
Ein Kritikpunkt am Utilitarismus ist, dass der unterstellte Wertmonismus unhaltbar sei. Wir leben diesem Argument zufolge in einer wertpluralistischen Gesellschaft – Werte wie Glück, Gerechtigkeit, Freiheit, Würde, soziale Sicherheit ließen sich aber nicht zu einem Wert zusammenfassen.

### Kritik an der normativen Bewertung von Folgen
Es bleibt unklar, welche Folgen einer Handlung für den Utilitarismus berücksichtigt werden sollen. Sind es die für den Handelnden Beabsichtigten, die Vorausgesehenen, die objektiv Voraussehbaren, die Faktischen oder die Wahrscheinlichen?

### Moralische Überforderung
Gegen den Utilitarismus wird oft der Überforderungseinwand erhoben. Der Einwand besagt, dass es zu viel verlangt ist, unvoreingenommen stets so zu handeln, dass das Wohl aller maximiert wird. Denn dies würde uns enorme Opfer abverlangen und zur Aufgabe der eigenen Projekte und Lebensgestaltung zwingen.

## Utilitarismus in der Praxis
Die meisten früheren Utilitaristen sahen in ihrer Moralphilosophie vor allem ein Programm für eine wissenschaftlich begründete Ethik und für eine rationale Gesetzgebung. Sozialphilosophisch trugen Bentham und Mill zur Entwicklung des klassischen Liberalismus bei. Umgekehrt bekannten sich Theoretiker der klassischen Nationalökonomie wie David Ricardo zu utilitaristischen Prinzipien.
Der Utilitarismus blieb auch bis in die Neuzeit eng mit der Ökonomie und Arbeitswelt verbunden und wirkte sich unter anderem auf liberale und neo-liberale Wirtschafts- und Gesellschaftstheorien aus. Einer der Hauptvertreter des liberalen Denkens im 20. Jahrhundert, Friedrich von Hayek, lehnte den Utilitarismus jedoch als Sonderform des Konstruktivismus ab, steht er doch im krassen Gegensatz zur Hayeks Präferenz für die Spontane Ordnung. Dennoch wirkte der utilitaristische Ansatz in die neo-liberale Politik Ludwig Erhards und Margaret Thatchers hinein.

### Utilitarismus in der Kunst
Utilitaristische Anklänge im Rahmen der Popkultur finden sich im fiktiven Star-Trek-Universum. Der Charakter Spock äußert hier manchmal das Werturteil „Das Wohl der Vielen wiegt mehr als das Wohl der Wenigen oder des Einzelnen“ („The needs of the many outweigh the needs of the few; or the one“).
Im Roman Aufstieg und Fall der Volksrepublik Antarktis von John Calvin Batchelor wird der Utilitarismus als gescheitertes Staatenmodell ausführlich thematisiert.

### Deutsch
- Einführung in den Utilitarismus Deutsche Ausgabe des online Lehrbuchs über Utilitarismus verfasst von Richard Y. Chappel, Oxford-Philosoph William MacAskill und Darius Meissner.
- Eintrag im Rudolf Eisler Lexikon
- Nutzenkalküle in liberalen Wirtschaftsschulen (PDF) (165 kB)
- Utilitarismus – Kritik und Neubegründung
- Utilitarismus – Kritik des Utilitarismus
- Jörg Schroth: Utilitarismus und Verteilungsgerechtigkeit (Zeitschrift für philosophische Forschung 60 (2006), S. 37–58)

### Englisch
- An Introduction to Utilitarianism Ein Online-Lehrbuch über Utilitarismus verfasst von Richard Y. Chappel, Oxford-Philosoph William MacAskill und Darius Meissner.
- Utilitarian Philosophers. Großes Kompendium von Schriften von und über bedeutende utilitaristische Philosophen, sowohl klassisch wie auch gegenwärtig.
- Onlinetexte von Jeremy Bentham
- John Stuart Mills Utilitarianism bei Project Gutenberg
- Joe Slater: History of Utilitarianism. In: James Fieser, Bradley Dowden (Hrsg.): Internet Encyclopedia of Philosophy.
- Stephen Nathanson: Act and Rule Utilitarianism. In: James Fieser, Bradley Dowden (Hrsg.): Internet Encyclopedia of Philosophy.
- Walter Sinnott-Armstrong (2006): Consequentialism. In: Edward N. Zalta (Hrsg.): Stanford Encyclopedia of Philosophy.
- Brad Hooker (2003): Rule Consequentialism. In: Edward N. Zalta (Hrsg.): Stanford Encyclopedia of Philosophy.
- Julia Driver (2009): The History of Utilitarianism. In: Edward N. Zalta (Hrsg.): Stanford Encyclopedia of Philosophy.
- Gute Sammlung von Definitionen, Artikeln und Links.
- Utilitarianism. Ein kurzer Überblick zum Utilitarismus
- Utilitarianism explained, applied and evaluated Aus der UK-Website RSRevision.com
- Essays on Reducing Suffering Essay übers Lindern von Leid

### Französisch
- Mouvement Anti-Utilitariste dans les Sciences Sociales
- L'Utilitarisme, paru dans Encyclopædia Universalis par Francisco Vergara (PDF; 119 kB)
- John Stuart Mill : mythes et réalités Une mise en garde contre des erreurs répandues, par Francisco Vergara. (pdf, existe aussi au format de Word)
- Utilitarisme et justice pénale, par Xavier Bebin
- En défense de l’utilitarisme, par David Olivier, dans les Cahiers antispécistes (revue focalisée sur la question animale)
- Utilitarisme, die utilitaristische Webseite von Fabrice Descamps